# 世僕
世僕制起源于封建社会的蓄奴制。西晋末「五胡乱华」，相当多汉人逃离兵乱的北方到达现在的广东地区。汉人中的豪族征服一些势弱汉人及大部份少数民族，并将这些人收为奴隶，并规定奴隶的子孙世代都是主人家族的奴隶。蒙古人與滿洲人也有此制度，蒙古人叫門戶奴隸那可儿，滿洲人叫包衣阿哈。
在日本，這種身份的奴隸稱為譜代下人或譜代奉公人，各地區又有家抱（けほう）、門屋（もんや）、庭子（にわこ）、内百姓等稱呼。